# Chéméré
Chéméré is een plaats en voormalige gemeente in het Franse departement Loire-Atlantique in de regio Pays de la Loire en telt 1583 inwoners (1999). De plaats maakt deel uit van het arrondissement Saint-Nazaire.

## Geschiedenis
Op 1 januari 2016 is Chéméré gefuseerd met de gemeente Arthon-en-Retz tot de gemeente Chaumes-en-Retz. 

## Geografie
De oppervlakte van Chéméré bedraagt 37,1 km², de bevolkingsdichtheid is 42,7 inwoners per km².
De onderstaande kaart toont de ligging van Chéméré met de belangrijkste infrastructuur en aangrenzende gemeenten.

## Demografie
Onderstaande figuur toont het verloop van het inwonertal.